# Philonicus arizonensis
Philonicus arizonensis là một loài ruồi trong họ Asilidae. Philonicus arizonensis được Williston miêu tả năm 1893. Loài này phân bố ở vùng Tân Bắc giới.